# Redunca fulvorufula
El redunca de montaña (Redunca fulvorufula) es una especie de mamífero artiodáctilo de la familia Bovidae. Es un antílope que vive en áreas montañosas del África subsahariana.
Mide 75 cm de altura y pesa alrededor de 30 kg. El manto es gris con la región ventral blanca y la cabeza y los hombros pardo rojizo. El macho tiene un par de cuernos de 35 cm de largo, curvados.
Habita en bosques de montaña densos, se alimenta de hierba y hojas. Forma grupos de unos cinco ejemplares en torno a un solo macho adulto. Los machos adolescentes son separados de su manada y conforman grupos de solteros. Durante la estación seca necesariamente los grupos se reúnen en manadas de unos 30 ejemplares. Es diurno, pero inactivo durante las horas de mayor calor.

## Subespecies
Se conocen las siguientes subespecies:
- R. f. fulvorufula, Sudáfrica, Botsuana, Mozambique.
- R. f. chanleri, Uganda, Tanzania, Kenia, Sudán.
- R. f. adamauae, Nigeria, Camerún.